# Mantoididae
Mantoididae (лат.) — семейство насекомых из отряда богомоловых (Mantodea). Встречаются в Южной Америке.

## Описание
Передние голени с двумя рядами шипиков. Проторакс почти квадратный, или слегка длиннее своей ширины.

## Палеонтология
Ископаемые представители семейства известны из балтийского и уазского янтарей.

## Систематика
Вместе с семейством Chaeteessidae считаются одной из самых примитивных групп богомолов (имеют короткий проторакс). При исследовании гениталий самцов (Klass, 1997) была построена кладограмма, в которой семейства Mantoididae, Chaeteessidae и затем Metallyticidae первыми дивергировали от общего корневого ствола богомолов.

### Классификация
На февраль 2020 года в семейство включают 14 видов с ареалами:
- Род Mantoida Newman, 1838 [syn. Annia Stal, 1877]
  - Mantoida argentinae La Greca, 1990 — Аргентина
  - Mantoida beieri Kaltenbach, 1957
  - Mantoida brunneriana Saussure, 1871 — Боливия, Бразилия, Французская Гвиана, Парагвай, Венесуэла
  - Mantoida burmeisteri Giebel, 1862
  - Mantoida fulgidipennis Westwood, 1889 — Бразилия, Французская Гвиана, Суринам
  - † Mantoida matthiasglinki Zompro, 2005[10] — балтийский янтарь, эоцен[5]
  - Mantoida maya Saussure & Zehntner, 1894 — Венесуэла
  - Mantoida nitida Newman, 1838 — Аргентина, Боливия, Бразилия, Венесуэла
  - Mantoida ronderosi La Greca, 1990 — Аргентина
  - Mantoida schraderi Rehn, 1951 — Коста-Рика, Панама
  - Mantoida tenuis Perty, 1833 — Аргентина, Бразилия
- Род Paramantoida Agudelo, 2014
  - Paramantoida amazonica Agudelo, 2014 — Бразилия, Венесуэла[11]
- Род Vespamantoida Svenson & Rodrigues, 2019
  - Vespamantoida toulgoeti (Roy, 2010) — Французская Гвиана
  - Vespamantoida wherleyi Svenson & Rodrigues, 2019 — Перу